# Distrito administrativo de Frutigen-Niedersimmental
El Distrito administrativo de Frutigen-Niedersimmental (en alemán Verwaltungskreis Frutigen-Niedersimmental) es uno de los diez nuevos distritos administrativos del cantón de Berna. Tiene una superficie de 541 km². La capital del distrito es Frutigen.
Formado de la fusión del distrito de Frutigen y parte del distrito de Niedersimmental, hace parte de la región administrativa del Oberland.

## Geografía
Situado en parte en la región conocida como Oberland bernés, la región alpina del cantón de Berna, también se encuentra en el área de influencia de la ciudad de Thun. El distrito incluye una pequeña parte del lago de Thun.
El distrito de Frutigen-Niedersimmental limita al norte con el distrito de Thun, al este con el de Interlaken-Oberhasli, al sur con los de Raroña occidental (VS) y Leuk (VS), al oeste con el de Saanen-Obersimmental, y al noroeste con los de Sense (FR) y Berna-Mittelland.

## Comunas
| Distrito de administrativo de Frutigen-Niedersimmental | Distrito de administrativo de Frutigen-Niedersimmental | Distrito de administrativo de Frutigen-Niedersimmental |
| Comunas                                                | Población (31.12.2014)                                 | Superficie km²                                         |
| ------------------------------------------------------ | ------------------------------------------------------ | ------------------------------------------------------ |
| Adelboden                                              | 3458                                                   | 88.2                                                   |
| Aeschi bei Spiez                                       | 2176                                                   | 30.9                                                   |
| Därstetten                                             | 835                                                    | 32.8                                                   |
| Diemtigen                                              | 2134                                                   | 130.0                                                  |
| Erlenbach im Simmental                                 | 1701                                                   | 36.7                                                   |
| Frutigen                                               | 6793                                                   | 71.8                                                   |
| Kandergrund                                            | 783                                                    | 32.0                                                   |
| Kandersteg                                             | 1299                                                   | 134.5                                                  |
| Krattigen                                              | 1106                                                   | 6.0                                                    |
| Oberwil im Simmental                                   | 809                                                    | 46.0                                                   |
| Reichenbach im Kandertal                               | 3508                                                   | 125.8                                                  |
| Spiez                                                  | 12 555                                                 | 16.8                                                   |
| Wimmis                                                 | 2430                                                   | 22.3                                                   |
| Total (13)                                             | 39 587                                                 | 773.8                                                  |